# Veselin Matić
Veselin Matić (in serbo Веселин Матић?; Belgrado, 21 luglio 1960) è un ex cestista e allenatore di pallacanestro jugoslavo, ora serbo.